# Raphael Cohen
Pour les articles homonymes, voir Cohen.
Raphael ben Jekuthiel Susskind Cohen, né le 4 novembre 1722 en Livonie dans les Pays baltes et mort le 4 novembre 1803 à Altona  est un rabbin allemand, d'origine lituanienne. Il est le grand-rabbin d'Altona, Hambourg et Wansbeck, à partir de 1775.

## Biographie
Raphael Cohen est né le 4 novembre 1722 en Livonie dans les Pays baltes. Il est le fils de Yekutiel Susskind Katz-Kohn et de  Buna Cohen. Yekutiel Susskind Katz-Kohn est né circa 1695 et est mort en 1772,.